# Championnats du monde de pelote basque 1966
Navigation
Pampelune 1962 Saint-Sébastien 1970
Les championnats du monde de pelote basque 1966, 5ème édition des championnats du monde de pelote basque, se déroulent du 3 au 10 décembre 1966 à Montevideo en Uruguay. C'est la deuxième fois que Montevideo les accueille.

Organisés par la Fédération internationale de pelote basque, ils réunissent 8 nations qui se disputent 11 titres mondiaux. 

Le Mexique domine cette cinquième édition.

## Déroulement

### Nations participantes
Huit nations prennent part à ce cinquième championnat du monde: 
| - Argentine - Chili - Espagne | - États-Unis - France - Mexique | - Philippines - Uruguay |

La Bolivie déclare forfait au dernier moment.

### Lieux de compétition
Montevideo met à disposition plusieurs trinquets et frontons pour ces championnats, les trois premiers d'entre eux ayant déjà été le lieu des précédents championnats du monde en Uruguay, 11 ans plus tôt:
- Grand fronton de la Exposición (avenida Centenario): fronton de grande capacité mais non couvert
- Fronton du Nacional,
- Trinquet de la société Euskal Erria,
- Trinquet du Uruguay Onward,
- Trinquet du Montevideo Wanderers FC.

### Épreuves et inscriptions
| Spécialités          | Spécialités                    | Nations inscrites      | Nations inscrites | Nations inscrites    | Nations inscrites      | Nations inscrites    | Nations inscrites  | Nations inscrites       | Nations inscrites    |
| Spécialités          | Spécialités                    | Drapeau de l'Argentine | Drapeau du Chili  | Drapeau de l'Espagne | Drapeau des États-Unis | Drapeau de la France | Drapeau du Mexique | Drapeau des Philippines | Drapeau de l'Uruguay |
| -------------------- | ------------------------------ | ---------------------- | ----------------- | -------------------- | ---------------------- | -------------------- | ------------------ | ----------------------- | -------------------- |
| Trinquet             | Pelote à main nue (individuel) | ●                      |                   | ●                    |                        | ●                    |                    |                         | ●                    |
| Trinquet             | Pelote à main nue (par équipe) | ●                      |                   | ●                    |                        | ●                    |                    |                         | ●                    |
| Trinquet             | Paleta, pelote de cuir         | ●                      |                   | ●                    |                        | ●                    |                    |                         | ●                    |
| Trinquet             | Paleta, pelote de gomme        | ●                      | ●                 |                      |                        |                      | ●                  |                         | ●                    |
| Trinquet             | Xare                           | ●                      |                   |                      |                        |                      |                    |                         | ●                    |
| Fronton de 30 mètres | Paleta, pelote de gomme        | ●                      | ●                 |                      |                        |                      | ●                  |                         | ●                    |
| Fronton de 30 mètres | Frontenis, pelote de gomme     | ●                      |                   |                      |                        |                      | ●                  |                         | ●                    |
| Fronton de 36 mètres | Pelote à main nue (individuel) | ●                      |                   | ●                    |                        | ●                    | ●                  |                         | ●                    |
| Fronton de 36 mètres | Pelote à main nue (par équipe) | ●                      | ●                 | ●                    |                        | ●                    | ●                  |                         | ●                    |
| Fronton de 36 mètres | Paleta, pelote de cuir         | ●                      |                   | ●                    |                        | ●                    | ●                  |                         | ●                    |
| Fronton de 36 mètres | Grosse pala (Pala corta)       |                        | ●                 | ●                    |                        |                      | ●                  |                         |                      |
| Fronton de 54 mètres | Cesta punta                    |                        |                   | ●                    | ●                      | ●                    | ●                  | ●                       |                      |

### Format des épreuves
Dans la spécialité de main nue par équipe en fronton, il y a constitution de 2 poules de 3 nations avec simple confrontation: les vainqueurs des deux poules s'affrontent en finale; les deux seconds de poule, quant à eux, s'affrontant pour déterminer le troisième du classement final de la spécialité.

Pour toutes les autres spécialités, une poule unique des équipes participantes est formée et, après des confrontations simples entre ces équipes, le premier au classement est déclaré champion du monde, le second devenant vice-champion. Aucun finale n'y est jouée.

## Palmarès
| Épreuves                       | Or                                                                          | Argent                                                            | Bronze      |             |
| ------------------------------ | --------------------------------------------------------------------------- | ----------------------------------------------------------------- | ----------- | ----------- |
| Trinquet                       |                                                                             |                                                                   |             |             |
| Pelote à main nue (individuel) | France- Ferdinand Daguerre                                                  | Espagne- Domingo Balda                                            |             |             |
| Pelote à main nue (par équipe) | France- Michel Etchegoin - Édouard Detchart                                 | Espagne- Juan María Rodriguez (Bruno) - Juan María Eguiguren      |             |             |
| Paleta, pelote de cuir         | Uruguay- César Bernal - Néstor Iroldi                                       | Argentine- Aarón Sehter - Ricardo Bizzozero                       |             |             |
| Paleta, pelote de gomme        | Argentine- Juan Andrade - Rodolfo Ibarra - Carlos Salvador                  | Uruguay- Jorge Valverde - Luis Canccavillani                      |             |             |
| Fronton de 30 mètres           |                                                                             |                                                                   |             |             |
| Paleta, pelote de gomme        | Mexique- José Becerra - Rubén Rendón - José Hernández - Roberto Sansiprián  | Argentine- Daniel Tripicchio - Jorge Goyheche - Angel Amas        |             |             |
| Frontenis, pelote de gomme     | Mexique- Jorge Loaiza - Javier Etcheverria                                  | Uruguay- Ismael Purstcher - Hugo Germone                          |             |             |
| Fronton de 36 mètres           |                                                                             |                                                                   |             |             |
| Pelote à main nue (individuel) | Non décerné                                                                 | Non décerné                                                       | Non décerné | Non décerné |
| Pelote à main nue (par équipe) | Espagne- Rodolfo Madrid - Luis Benito (Nalda) - José Luis Benito (Tripita)  | Mexique- Ismael Hernández - Raimundo Tovar                        |             |             |
| Paleta, pelote de cuir         | France- Pierre Bareits - Bernard Bareits                                    | Espagne- Luciano Unanue - Santiago Mendiluce                      |             |             |
| Grosse pala (Pala corta)       | Espagne- Santiago Mendiluce - Luciano Unanue                                | Mexique- Miguel Salazar - Raúl Sanchez                            |             |             |
| Fronton de 54 mètres           |                                                                             |                                                                   |             |             |
| Cesta punta                    | Mexique- Adrián Zubikarai - José Hamui - Alfonso Fernández - Manuel Quijano | Espagne- Eduardo Mirapeix - José María Mirapeix - Leopoldo Castro |             |             |

La spécialité de share en trinquet qui ne réunit que l'Argentine et l'Uruguay, ne donne lieu qu'à un tournoi d'exhibition sans titre de champion de monde au bout.

## Tableau des médailles
Le titre en main nue individuel en fronton, n'ayant pas été décerné, le tableau des médailles est le suivant:
| Rang  | Nation    | Or | Argent | Bronze | Total |
| ----- | --------- | -- | ------ | ------ | ----- |
| 1     | Mexique   | 3  | 2      | -      | 5     |
| 2     | France    | 3  | 0      | -      | 3     |
| 3     | Espagne   | 2  | 4      | -      | 6     |
| 4     | Argentine | 1  | 2      | -      | 3     |
| 5     | Uruguay   | 1  | 2      | -      | 3     |
| Total | Total     | 10 | 10     | -      | 20    |